# L'Odyssée du cosmos
Pour les articles homonymes, voir Thunderbird.
Ne doit pas être confondu avec Thunderbirds Are Go, la série télévisée de 2015.
Pour plus de détails, voir Fiche technique et Distribution.
L'Odyssée du cosmos (Thunderbirds Are Go) est un film britannique de David Lane, adapté de la série télévisée Les Sentinelles de l'air (Thunderbirds) et sorti en 1966.

## Synopsis
Une première tentative de lancement de Zéro-X s'est soldée par un échec en raison d'un sabotage perpétré par The Hood. Deux ans plus tard, grâce à l'aide de la sécurité internationale, un deuxième lancement est effectué et c'est un succès...

## Fiche technique
- Titre original : Thunderbirds Are Go
- Titre français : L'Odyssée du cosmos[1] ; Thunderbirds et l'Odyssée du cosmos (DVD)
- Réalisation : David Lane
- Scénario : Gerry et Sylvia Anderson
- Pays : Royaume-Uni
- Langue : anglais
- Genre : Marionnettes, science-fiction
- Durée : 93 minutes
- Dates de sortie : 
  - Royaume-Uni : 15 décembre 1966
  - France : 28 août 1968

## Production
Le film utilise, comme la série dont il est inspiré, le procédé Supermarionation. Peter Dyneley a repris son rôle de Jeff Tracy pour l'émission télévisée, ainsi que ce film et Thunderbird 6.

## Sorties vidéo
Le film est sorti en DVD en France sous le titre Thunderbirds et l'Odyssée du cosmos le 18 avril 2001, puis en coffret couplé avec Thunderbirds et Lady Pénélope le 5 octobre 2004.

## Autour du film
- La chanson Shooting Star est interprétée par Cliff Richard et les Shaddows.
- Le MEV (la tête du véhicule spatial qui est au centre du film) a été recyclé dans la série Captain Scarlet & the Mysterons. Comme dans le cas du film, il arrive sur Mars et entraine un conflit avec les Mysterons, c'est ce conflit qui perdure tout au long de cette série